# ایوا (فیلم ۱۹۵۸)
ایوا (آلمانی: Die Halbzarte) یک فیلم در سبک کمدی و رمانتیک به کارگردانی رالف تیله است که در سال ۱۹۵۸ منتشر شد. از بازیگران آن می‌توان به رومی اشنایدر، ماگدا اشنایدر، و رودولف فورستر اشاره کرد.